# Воля-Лащова
Воля-Лащова (пол. Wola Łaszczowa) — село в Польщі, у гміні Казімеж-Біскупи Конінського повіту Великопольського воєводства.
Населення — 282 особи (2011).
У 1975-1998 роках село належало до Конінського воєводства.

## Демографія
Демографічна структура станом на 31 березня 2011 року:
|          | Загалом | Допрацездатний вік | Працездатний вік | Постпрацездатний вік |
| -------- | ------- | ------------------ | ---------------- | -------------------- |
| Чоловіки | 138     | 31                 | 97               | 10                   |
| Жінки    | 144     | 31                 | 91               | 22                   |
| Разом    | 282     | 62                 | 188              | 32                   |